# Lavoncourt
Ne doit pas être confondu avec Levoncourt (Meuse) ou Levoncourt (Haut-Rhin).
Cet article possède un paronyme, voir Lavincourt.
Lavoncourt est une commune française située dans le département de la Haute-Saône, la région culturelle et historique de Franche-Comté et la région administrative Bourgogne-Franche-Comté.

## Géographie

### Climat
Pour des articles plus généraux, voir Climat de la Bourgogne-Franche-Comté et Climat de la Haute-Saône.
En 2010, le climat de la commune est de type climat des marges montargnardes, selon une étude du Centre national de la recherche scientifique s'appuyant sur une série de données couvrant la période 1971-2000. En 2020, Météo-France publie une typologie des climats de la France métropolitaine dans laquelle la commune est dans une zone de transition entre le climat océanique altéré et le climat océanique altéré et est dans la région climatique  Lorraine, plateau de Langres, Morvan, caractérisée par un hiver rude (1,5 °C), des vents modérés et des brouillards fréquents en automne et hiver. 
Pour la période 1971-2000, la température annuelle moyenne est de 10,3 °C, avec une amplitude thermique annuelle de 17,4 °C. Le cumul annuel moyen de précipitations est de 925 mm, avec 12,8 jours de précipitations en janvier et 9 jours en juillet. Pour la période 1991-2020, la température moyenne annuelle observée sur la station météorologique de Météo-France la plus proche, « Combeaufontaine », sur la commune de Combeaufontaine à 12 km à vol d'oiseau, est de 10,7 °C et le cumul annuel moyen de précipitations est de 1 044,0 mm. 
La température maximale relevée sur cette station est de 41 °C, atteinte le 25 juillet 2019 ; la température minimale est de −26 °C, atteinte le 6 janvier 1985,,. 
Les paramètres climatiques de la commune ont été estimés pour le milieu du siècle (2041-2070) selon différents scénarios d'émission de gaz à effet de serre à partir des nouvelles projections climatiques de référence DRIAS-2020. Ils sont consultables sur un site dédié publié par Météo-France en novembre 2022.

## Urbanisme

### Typologie
Au 1er janvier 2024, Lavoncourt est catégorisée commune rurale à habitat dispersé, selon la nouvelle grille communale de densité à sept niveaux définie par l'Insee en 2022.
Elle est située hors unité urbaine. Par ailleurs la commune fait partie de l'aire d'attraction de Gray, dont elle est une commune de la couronne,. Cette aire, qui regroupe 63 communes, est catégorisée dans les aires de moins de 50 000 habitants,.

### Occupation des sols
L'occupation des sols de la commune, telle qu'elle ressort de la base de données européenne d’occupation biophysique des sols Corine Land Cover (CLC), est marquée par l'importance des territoires agricoles (67 % en 2018), une proportion sensiblement équivalente à celle de 1990 (67,1 %). La répartition détaillée en 2018 est la suivante : 
terres arables (54,7 %), forêts (26,4 %), prairies (12,4 %), zones urbanisées (6,6 %). L'évolution de l’occupation des sols de la commune et de ses infrastructures peut être observée sur les différentes représentations cartographiques du territoire : la carte de Cassini (XVIIIe siècle), la carte d'état-major (1820-1866) et les cartes ou photos aériennes de l'IGN pour la période actuelle (1950 à aujourd'hui).

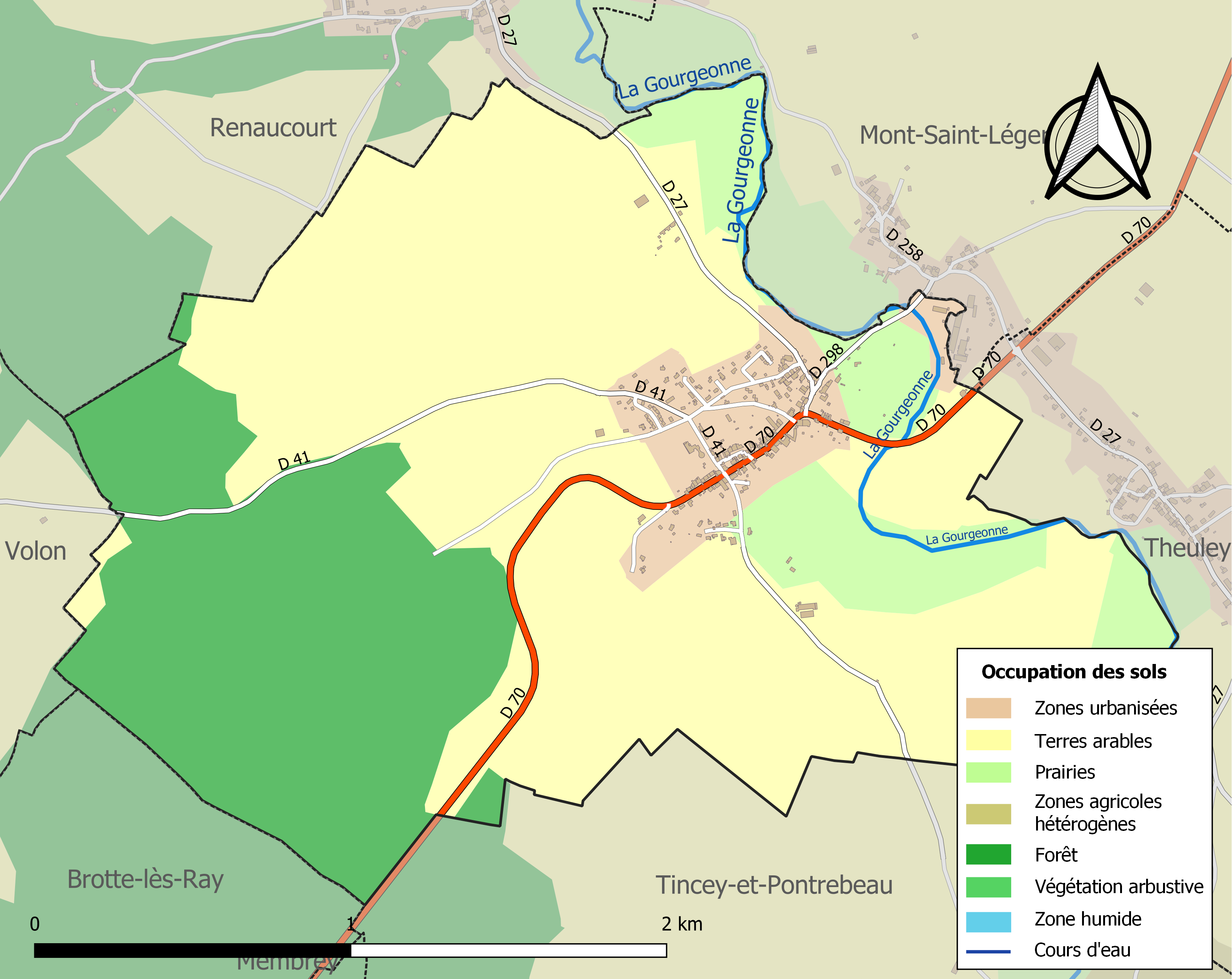
Carte des infrastructures et de l'occupation des sols de la commune en 2018 (CLC).

## Politique et administration

### Rattachements administratifs et électoraux
La commune fait partie de l'arrondissement de Vesoul du département de la Haute-Saône, en région Bourgogne-Franche-Comté. Pour l'élection des députés, elle dépend de la première circonscription de la Haute-Saône.
Elle fait partie depuis 1801 du canton de Dampierre-sur-Salon. Dans le cadre du redécoupage cantonal de 2014 en France, le territoire de ce canton s'est accru, passant de 29 à 50 communes.

### Intercommunalité
La commune fait partie de la communauté de communes des quatre rivières, intercommunalité créée en 1996.

### Liste des maires
| Période                                  | Période                       | Identité           | Étiquette | Qualité |
| ---------------------------------------- | ----------------------------- | ------------------ | --------- | --- |
| Les données manquantes sont à compléter. |                               |                    |           | |
| avant 1981                               | ?                             | Paul Boudot        | DVG       | |
| juin 1995                                | En cours (au 19 juillet 2016) | Jean-Paul Carteret | PS        | Président de l'Association des Maires Ruraux de Haute-Saône Président du SIVOM du Val Fleuri Réélu pour le mandat 2014-2020 |

### Village internet
La commune a été primée en 2016 « village internet @@@@ ». Cette distinction est justifiée par l'accès internet de plus de 40 % de la population, son pôle éducatif  où toutes les classes sont dotées du tableau interactif et d’ordinateurs pour les élèves... La commune a créé son site internet, le site des maires ruraux de France tandis qu’au niveau administratif elle numérise ses pièces administratives et comptables,.

### Villes et villages fleurisVilles
La commune a obtenu en 2015 une seconde fleur pour la qualité d'embellissement du village.

## Population et démographie

### Démographie
L'évolution du nombre d'habitants est connue à travers les recensements de la population effectués dans la commune depuis 1793. Pour les communes de moins de 10 000 habitants, une enquête de recensement portant sur toute la population est réalisée tous les cinq ans, les populations de référence des années intermédiaires étant quant à elles estimées par interpolation ou extrapolation. Pour la commune, le premier recensement exhaustif entrant dans le cadre du nouveau dispositif a été réalisé en 2006.

En 2022, la commune comptait 332 habitants, en évolution de +5,73 % par rapport à 2016 (Haute-Saône : −1,4 %, France hors Mayotte : +2,11 %).
| 1793 | 1800 | 1806 | 1821 | 1831 | 1836 | 1841 | 1846 | 1851 |
| ---- | ---- | ---- | ---- | ---- | ---- | ---- | ---- | ---- |
| 323  | 387  | 410  | 505  | 409  | 407  | 397  | 403  | 391  |

| 1856 | 1861 | 1866 | 1872 | 1876 | 1881 | 1886 | 1891 | 1896 |
| ---- | ---- | ---- | ---- | ---- | ---- | ---- | ---- | ---- |
| 388  | 375  | 369  | 365  | 384  | 384  | 347  | 344  | 340  |

| 1901 | 1906 | 1911 | 1921 | 1926 | 1931 | 1936 | 1946 | 1954 |
| ---- | ---- | ---- | ---- | ---- | ---- | ---- | ---- | ---- |
| 328  | 315  | 309  | 302  | 269  | 276  | 258  | 306  | 294  |

| 1962 | 1968 | 1975 | 1982 | 1990 | 1999 | 2006 | 2011 | 2016 |
| ---- | ---- | ---- | ---- | ---- | ---- | ---- | ---- | ---- |
| 316  | 302  | 280  | 271  | 269  | 293  | 308  | 341  | 314  |

| 2021 | 2022 | - | - | - | - | - | - | - |
| ---- | ---- | - | - | - | - | - | - | - |
| 325  | 332  | - | - | - | - | - | - | - |

### Maison de services au public
La Maison de services au public a été créée par le Centre intercommunal d’action sociale du Val Fleuri et accueille en 2016 des professionnels de santé (deux kinésithérapeutes, une opticienne et deux infirmiers), la Poste, une borne visio-services connectée à Pôle Emploi, la Caf, la MSA, la CPAM et au CIDFF (accès au droit), des permanences hebdomadaires : assistante sociale, mission locale, Eliad (association d’aide à domicile)

### Foyer logement
Un foyer-logement de 23 lits d’accueil pour personnes âgées a été rénové et restructuré en 2012-2013. Il accueille depuis lors la restauration scolaire dans une logique d'échanges intergénérationnels et contribue à l'activité économique du village.

### Autres équipements
- Stade Jules-Rimet (en hommage au créateur de la Coupe du Monde de football, né dans la commune voisine de Theuley-lès-Lavoncourt).
- Centre d'intervention (sapeurs-pompiers).

### Vie associative
Neuf associations animent la vie locale dont l'« Amicale », créée en 1985 et qui réunis 420 adhérents en 2016, et rayonne sur 90 communes avec 21 sections culturelles, technologiques ou sportives.

### Manifestations culturelles et festivités
La fête patronale a lieu fin août / début septembre

## Économie
- Agriculture.
- Commerce et services (garage, coiffeur, assureur, boulangerie, tabac/presse, restaurant, épicerie, jardinerie, médecins, pharmacie, relais banque Crédit Agricole, groupe scolaire).
- Entreprises (séchage bois-parqueterie, chauffage-sanitaire-zinguerie).

## Culture locale et patrimoine

### Lieux et monuments
- Retable Saint-Valentin en bois polychrome et doré qui fait partie de la Route des Retables de Haute-Saône.
- Maison forte de Lavoncourt.

### Personnalités liées à la commune
- Roger Crivelli (1918-1943), résistant français, Compagnon de la Libération. Né et inhumé à Lavoncourt[30],[31].

### Héraldique
| Blason de Lavoncourt | Blason  | D'azur à sept coquilles d’or ordonnées 2, 2, 2 et 1. |
| Blason de Lavoncourt | Détails | La commune emploie le blasonnement d'or, tandis que les plaques de rue de la commune emploient le blasonnement en alias. Le statut officiel du blason reste à déterminer. |
| Blason de Lavoncourt | Alias   | D'azur à sept coquilles d’argent ordonnées 1, 2, 1, 2 et 1. |